# Târgușor
Târgușor é uma comuna romena localizada no distrito de Constanța, na região de Dobruja. A comuna possui uma área de 98.09 km² e sua população era de 1683 habitantes segundo o censo de 2007.